# Bad Kleinen
Bad Kleinen (bis 1915 Kleinen) ist eine Gemeinde im Landkreis Nordwestmecklenburg am Nordufer des Schweriner Sees. Sie wird vom Amt Dorf Mecklenburg-Bad Kleinen mit Sitz in Dorf Mecklenburg verwaltet. Der Ort ist Teil der Metropolregion Hamburg und für seine Umgebung ein Grundzentrum.

## Geographie

### Geographische Lage
Bad Kleinen liegt am Nordufer des Schweriner Sees, des viertgrößten Sees Deutschlands, etwa auf halbem Wege zwischen der Landeshauptstadt Schwerin und der Hansestadt Wismar. Westlich der Gemeinde erhebt sich eine Endmoräne entlang des Schweriner Sees, die den Seespiegel bis zu 40 m überragt. Über den westlich des Ortsteiles Losten gelegenen Lostener See ist der Schweriner See durch den Wallensteingraben (der durch das Gemeindegebiet führt) mit der Wismarer Bucht verbunden. Ein weiterer See liegt zwischen den Ortsteilen Niendorf und Hoppenrade.

### Gemeindegliederung
Zur Gemeinde gehören die Ortsteile:
- Bad Kleinen
- Fichtenhusen
- Gallentin
- Hoppenrade
- Losten (mit Trollhof)
- Niendorf
- Wendisch Rambow

## Geschichte
Kleinen wurde 1178 in einer Urkunde des Papstes Alexander III. das erste Mal erwähnt. Die Schwedenschanze als sternförmige Wehranlage stammt aus dem 17. Jahrhundert. Bedeutung erlangte der Ort als Eisenbahnknotenpunkt. 1848 bekam Kleinen Eisenbahnanschluss mit einem Bahnhof an der Bahnstrecke Ludwigslust–Wismar.
Der Arzt Armin Steyerthal eröffnete 1895 die Wasserheilanstalt am Schweriner See. Die „heilgymnastische Anstalt“ sollte dazu dienen, „Schäden aller Art von Knochen, Muskeln und Gelenken des Körpers, Versteifungen und Verkrümmungen, zu heilen.“ Am See sollte ein „Luft- und Sonnenbad“ an einer Strandpromenade entstehen. Zu diesem Zweck wurde 1896 der Eiertunnel unter den Bahngleisen angelegt, der Fußgängern den Weg von der Heilanstalt zum See erleichtern sollte. Von dessen südlichem Ende aus sollte die geplante Promenade am Nordufer des Schweriner Sees entlang über die Schwedenschanze bis zur Brusenbecker Mühle in Moidentin führen.
In den Wirren der Zeit nach dem Ersten Weltkrieg wurde der Kurbetrieb eingestellt. Seitdem gibt es keinen für ein Heilbad typischen Badebetrieb mehr. Dass der Ort dennoch weiterhin den Namenszusatz „Bad“ führen darf, verdankt er einer Sonderregelung des „Gesetzes über die Anerkennung als Kur- und Erholungsort in Mecklenburg-Vorpommern“ von 2000. Es bestimmt für den Zusatz „Bad“ vor Ortsnamen, dass Gemeinden in Mecklenburg-Vorpommern diesen Zusatz zeitlich unbeschränkt weiterbenutzen dürfen, wenn sie ihn am 26. Februar 1993 nachweislich geführt haben.
Am 27. Juni 1993 wurde bei einem Polizeieinsatz im Bahnhof versucht, die RAF-Terroristen Birgit Hogefeld und Wolfgang Grams festzunehmen. Im Verlauf der Aktion kam es zu einem Schusswechsel, bei dem der GSG-9-Beamte Michael Newrzella tödlich getroffen wurde und Grams Suizid beging. 
Das Bahnhofsgebäude wurde 2017 abgerissen.
Das Gutshaus Hoppenrade, ein Backsteinbau der Neorenaissance von 1853 mit Turm und teilweise mit Mezzaningeschoss, wurde 2001 abgerissen.
Von 1952 bis 1994 gehörte Bad Kleinen zum Kreis Wismar-Land (bis 1990 im DDR-Bezirk Rostock, 1990–1994 im Land Mecklenburg-Vorpommern). Seit 1994 liegt die Gemeinde im Landkreis Nordwestmecklenburg.

## Bevölkerung
| Jahr | Einwohner |
| ---- | --------- |
| 1990 | 3573      |
| 1995 | 3560      |
| 2000 | 3896      |
| 2005 | 3699      |
| 2010 | 3668      |
| 2015 | 3591      |

| Jahr | Einwohner |
| ---- | --------- |
| 2020 | 3753      |
| 2021 | 3733      |
| 2022 | 3743      |
| 2023 | 3729      |

Stand: 31. Dezember des jeweiligen Jahres

## Politik

### Gemeindevertretung
Die Gemeindevertretung von Bad Kleinen besteht aus 14 Mitgliedern. Die Kommunalwahl am 9. Juni 2024 führte bei einer Wahlbeteiligung von 64,0 % zu folgendem Ergebnis:
| Partei / Wählergruppe             | Stimmenanteil 2019 | Sitze 2019 |  | Stimmenanteil 2024 | Sitze 2024 |
| --------------------------------- | ------------------ | ---------- |  | ------------------ | ---------- |
| CDU                               | 26,8 %             | 4          |  | 38,1 %             | 5          |
| Für Bad Kleinen                   | 27,8 %             | 4          |  | 30,2 %             | 4          |
| Die Linke                         | 26,2 %             | 4          |  | 18,2 %             | 3          |
| SPD                               | 15,2 %             | 2          |  | 11,0 %             | 2          |
| FDP                               | –                  | –          |  | 02,5 %             | –          |
| Einzelbewerber Stephan Steinhagen | 04,1 %             | –          |  | –                  | –          |
| Insgesamt                         | 100 %              | 14         |  | 100 %              | 14         |

### Bürgermeister
- 2004–2014: Hans Kreher (FDP)
- seit 2014: Joachim Wölm (Die Linke)

Wölm wurde in der Bürgermeisterwahl am 26. Mai 2019 ohne Gegenkandidat mit 77,3 % der gültigen Stimmen in seinem Amt bestätigt. Bei der Bürgermeisterwahl am 9. Juni 2024 wurde er wiederum ohne Gegenkandidat mit 70,3 % der gültigen Stimmen erneut gewählt. Seine Amtsdauer beträgt fünf Jahre.

### Wappen
| Wappen von Bad Kleinen | Blasonierung: „Geteilt durch einen Wellenschnitt; oben in Blau drei goldene Ähren balkenweise; unten in Gold ein grünes Flügelrad mit offenem Flug.“ |
| Wappen von Bad Kleinen | Wappenbegründung: In dem Wappen steht der Wellenschnitt für die Lage der Gemeinde am Schweriner See, die Ähren symbolisieren den traditionellen Haupterwerbszweig der Einwohner, die Landwirtschaft. Mit dem Flügelrad mit dem offenen Flug soll der Ort als bedeutender Eisenbahnknotenpunkt am gleichnamigen Bahnhof versinnbildlicht werden. Das Wappen wurde vom Weimarer Heraldiker Michael Zapfe gestaltet. Es wurde am 9. Juni 2003 durch das Ministerium des Innern genehmigt und unter der Nr. 280 der Wappenrolle des Landes Mecklenburg-Vorpommern registriert. |

### Flagge
Die Gemeinde verfügt über keine amtlich genehmigte Flagge.

### Dienstsiegel
Das Dienstsiegel zeigt das Gemeindewappen mit der Umschrift „GEMEINDE BAD KLEINEN • LANDKREIS NORDWESTMECKLENBURG“.

## Sehenswürdigkeiten

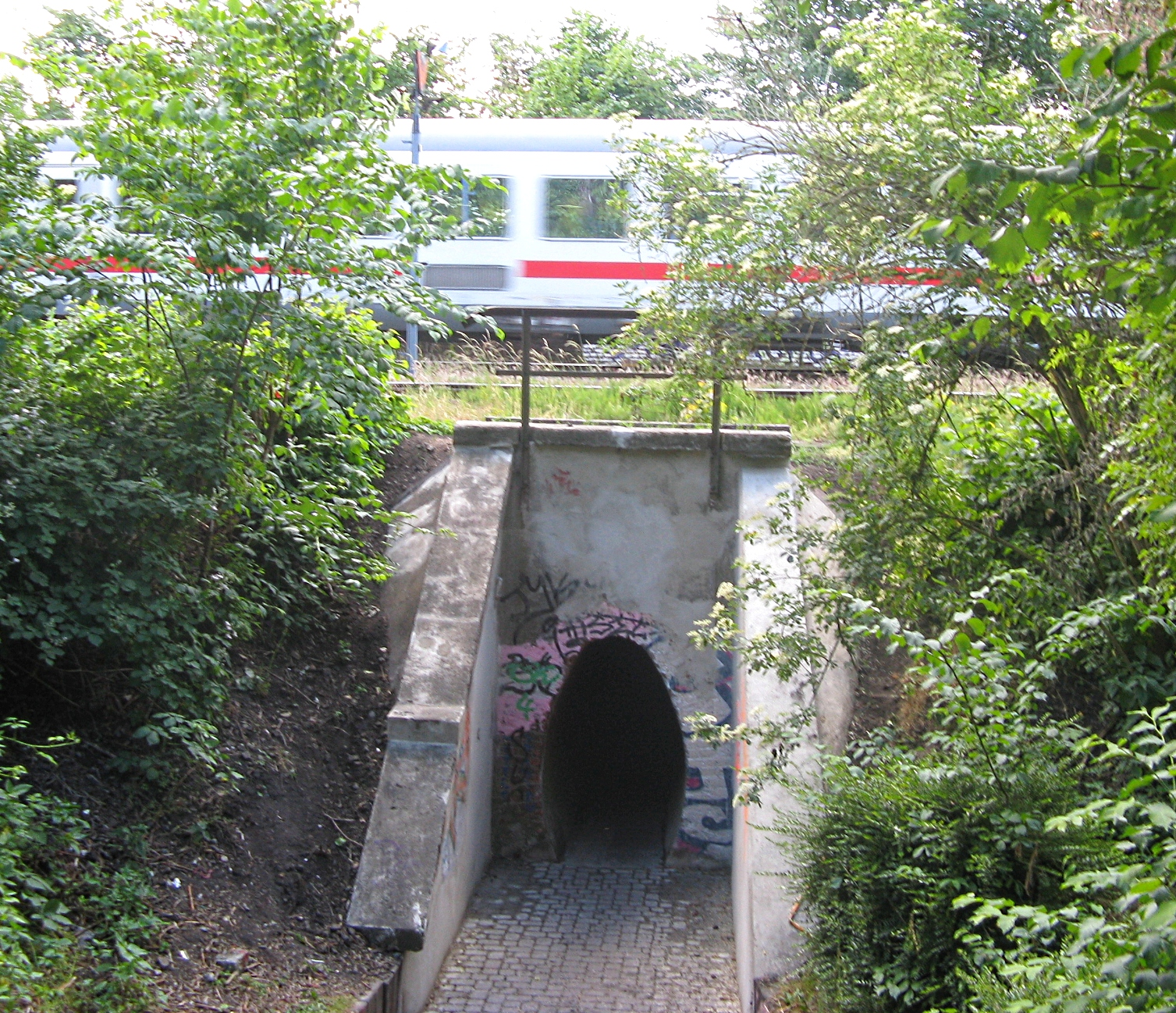
Eiertunnel

- Eiertunnel, Fußgängertunnel von 1896, der die Bahnanlagen unterquert und einen Zugang zum Ufer des Schweriner Sees herstellt, technisches Denkmal
- Schwedenschanze, sternförmige Wehranlage aus dem 17. Jahrhundert nordöstlich in der Nähe des Schweriner Sees
- Gutshaus in Niendorf, zweigeschossiger verklinkerter Bau mit übergiebeltem Mittelrisalit, 1885–1887 durch Georg Daniel erbaut, Joachim von Brandenstein lebte hier von 1918 bis 1941

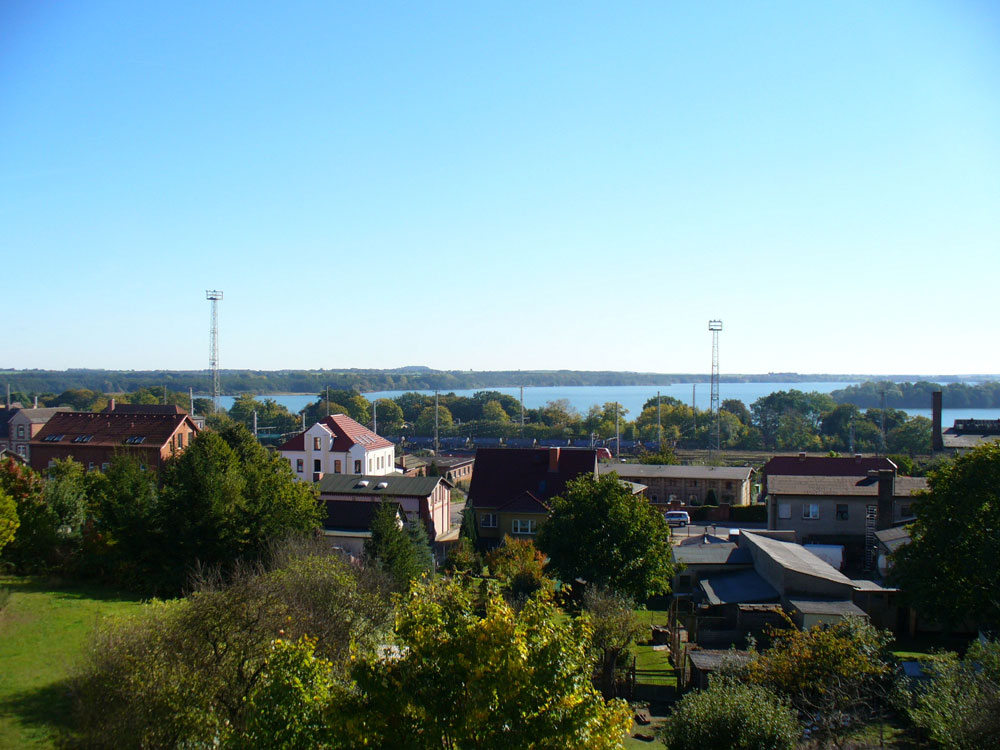
Blick über Bahnhof und Schweriner See
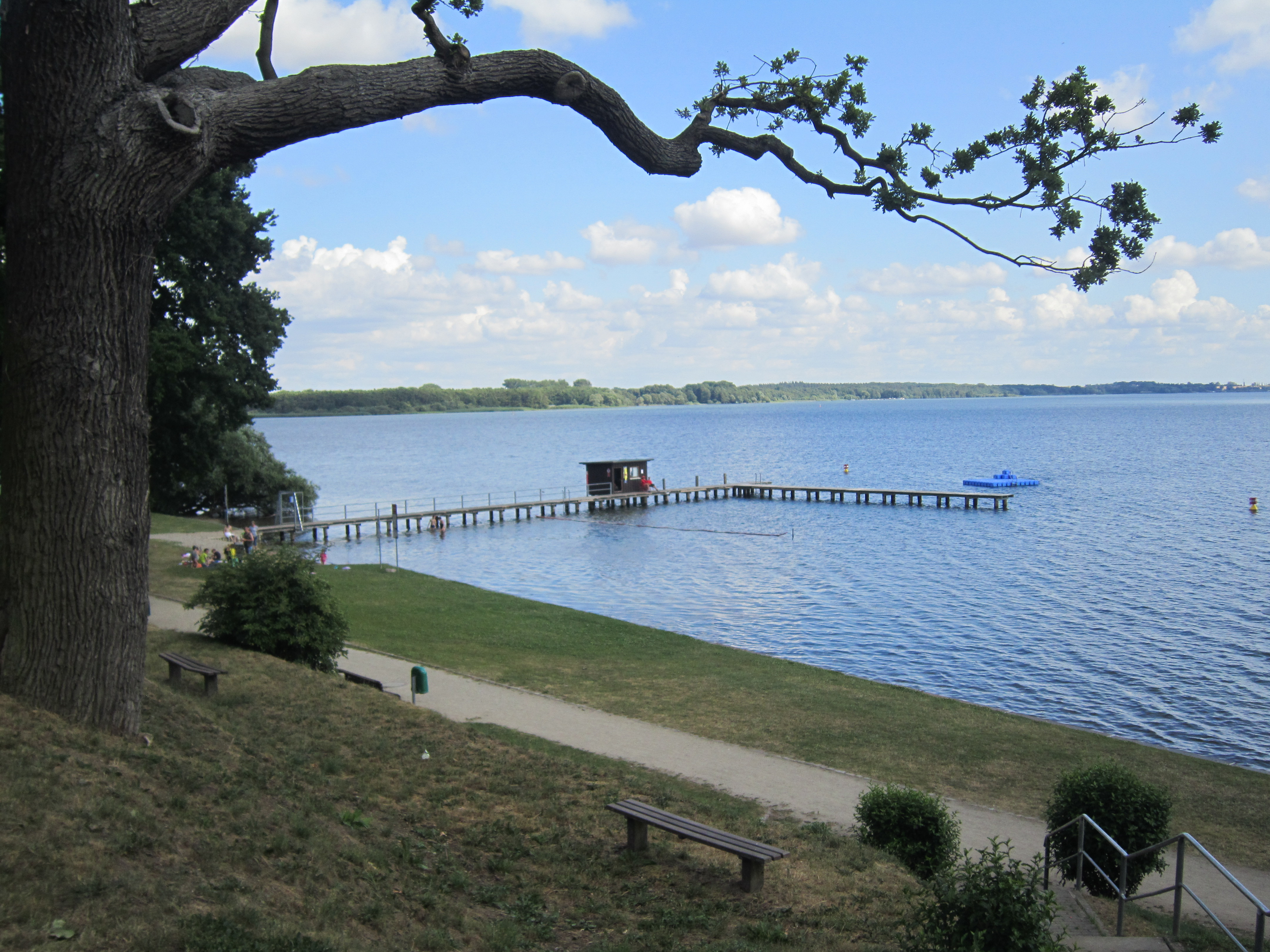
Badestelle und Fußweg am Ufer des Schweriner Sees
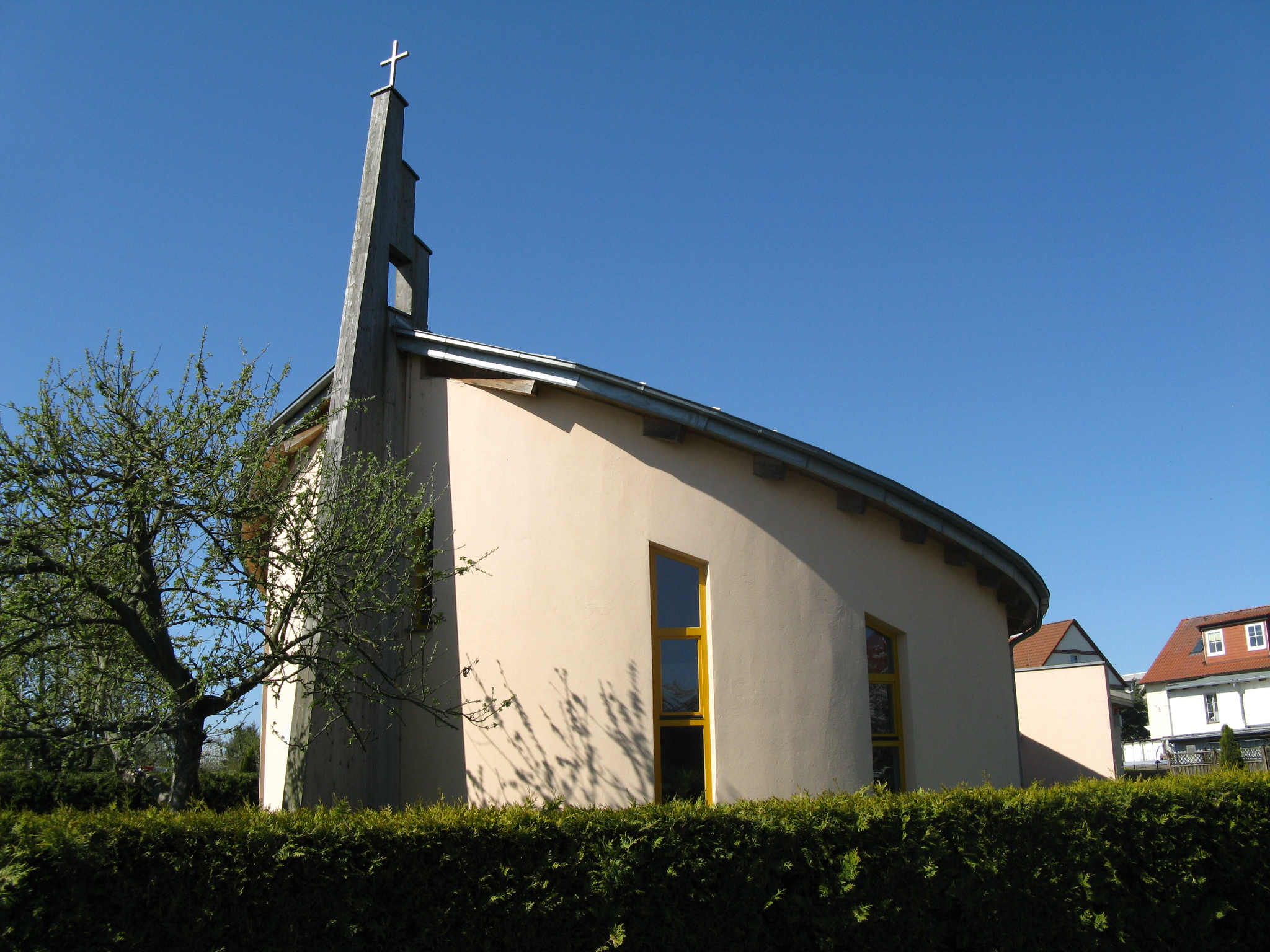
Gemeindezentrum Arche

## Verkehr

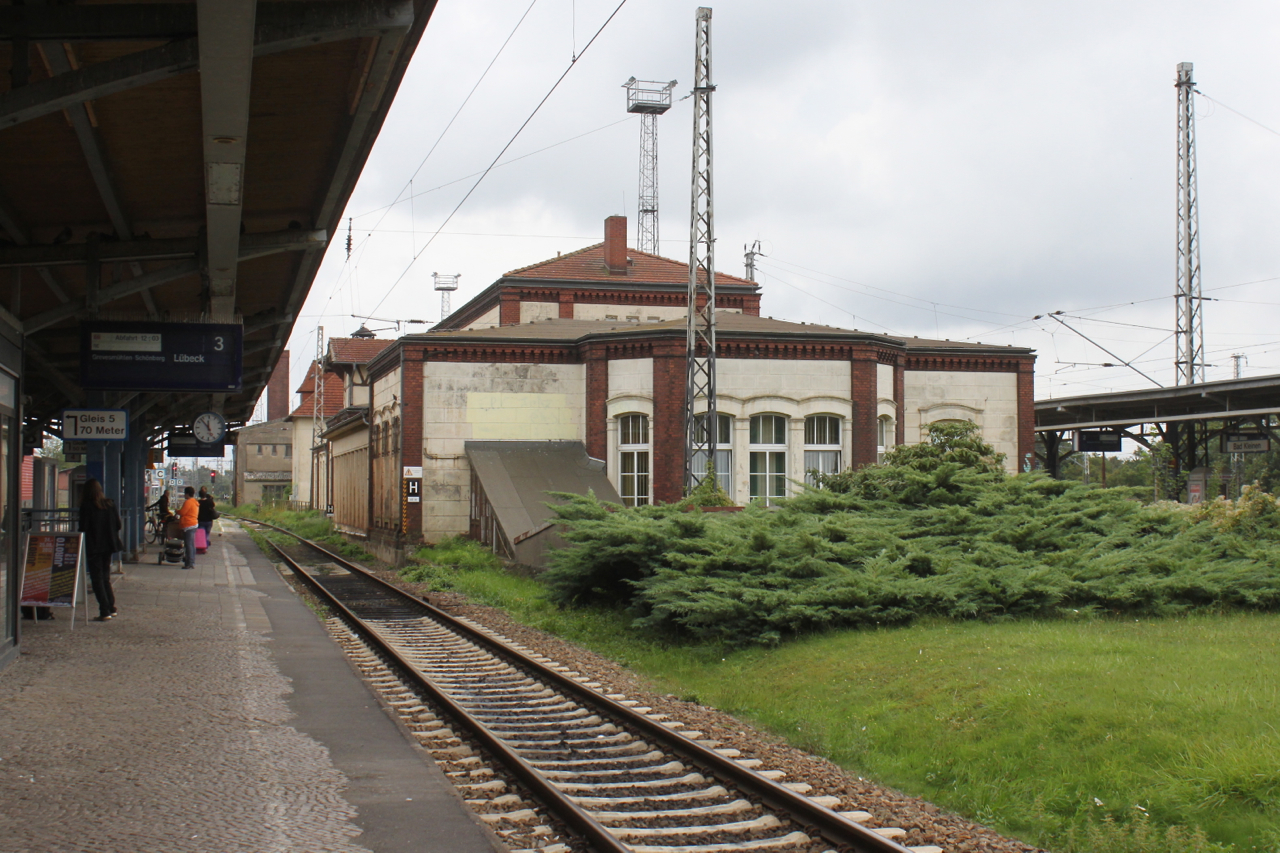
Bahnhof Bad Kleinen (2012)

Bad Kleinen liegt an der Landesstraße L 031 zwischen Bobitz und Warin. Die Bundesstraße B 106 zwischen Wismar und Schwerin durchquert das Gemeindegebiet. Die nächstliegenden Autobahnanschlussstellen sind Bobitz an der A 20 (Lübeck–Rostock) sowie Jesendorf an der A 14 (Wismar–Schwerin).
Der Bahnhof Bad Kleinen ist seit den Zeiten der Friedrich-Franz-Eisenbahn einer der wichtigsten Eisenbahnknoten Mecklenburgs. Hier kreuzen sich die Eisenbahnstrecken Schwerin–Wismar und Lübeck–Rostock (Lübeck–Bad Kleinen und Bad Kleinen–Rostock). Die Strecken nach Wismar, Rostock und Schwerin sind elektrifiziert. Der Bahnhof Bad Kleinen wird von drei Regionalexpress- und zwei Regionalbahnlinien bedient. Die Bedeutung der Eisenbahn (z. B. mit Bahnbetriebswerk und anderen Dienststellen) für Bad Kleinen kann man auch heute noch am ausgedehnten Bahngelände erkennen. Das Bahnhofsgebäude wurde 2017 im Rahmen einer vollständigen Umgestaltung der Bahnsteiganlagen abgerissen.

## Persönlichkeiten
- Gottlob Frege (1848–1925), Mathematiker, Logiker und Philosoph, lebte in Bad Kleinen
- Joachim von Brandenstein (1864–1941) Gutsbesitzer in Niendorf
- Max Michels (1874–1925), Schriftsteller,  lebte in Bad Kleinen
- Wolfgang Scharenberg (1883–1969), Rechtsanwalt, lebte in Bad Kleinen
- Werner Altendorf (1906–1945), Politiker (NSDAP), lebte in Bad Kleinen
- Erhard Holweger (1911–1976), Bürgermeister in Bad Kleinen
- Hans Kreher (* 1943), Politiker (FDP), Lehrer in Bad Kleinen
- Till Lindemann (* 1963), Sänger und Textdichter der Band Rammstein, wuchs im Ortsteil Wendisch Rambow auf
- Laura Laabs (* 1985), Regisseurin und Schriftstellerin, wuchs in Bad Kleinen auf